# Arkema
Arkema — французская химическая компания, образованная в 2006 году отделением от Total. Штаб-квартира расположена в Коломбе, пригороде Парижа. В списке крупнейших компаний мира Forbes Global 2000 за 2022 год заняла 1242-е место.

## История
Arkema была создана в 2004 году как химическая дочерняя структура нефтегазовой компании Total. В мае 2006 года акции Arkema были размещены на бирже Euronext, и она стала самостоятельной. В июле 2012 года было продано подразделение по производству винилов. В феврале 2015 года у Total была куплена компания Bostik (принадлежала Total с 1990 года). В 2016 году был приобретён нидерландский производитель клеев и герметиков Den Braven. В январе 2018 года была куплена компания XL Brands (клеи для напольных покрытий, США). В феврале 2022 года было куплено подразделение клеющих материалов компании Ashland Inc., сумма сделки составила 1,65 млрд долларов.

## Собственники и руководство
- Тьерри Лет Хенафф (Thierry Le Hénaff, род. в 1963 году) — председатель совета директоров и главный исполнительный директор с 2006 года. В компании Bostik с 1992 года. Также возглавляет наблюдательный совет компании Michelin.

## Деятельность
Arkema ведёт деятельность в 55 странах. Производственные мощности насчитывают 141 предприятие.
Основные подразделения по состоянию на 2021 год:
- Клеющие материалы — продукция дочерней компании Bostik (клеи, герметики, гидроизоляция, строительные смеси, упаковочные и нетканые материалы); выручка 2,3 млрд евро.
- Передовые материалы — различные материалы для промышленности (полиамиды, фторопласты, химические добавки); выручка 3,1 млрд евро.
- Покрытия — лакокрасочные материалы на основе акрила; выручка 2,7 млрд евро.
- Промежуточные соединения — фтористые газы, производство акрила в КНР; выручка 1,4 млрд евро.

Основные регионы деятельности:
- Европа — 60 предприятий, 36 % выручки;
- Северная Америка — 39 предприятий, 31 % выручки;
- Азия, Ближний Восток и Бразилия — 42 предприятий, 33 % выручки.